# Осока гладкостебельная
Осока гладкостебельная (лат. Carex laeviculmis) — многолетнее травянистое растение, вид рода Осока (Carex) семейства Осоковые (Cyperaceae).

## Распространение и экология
Ареал вида охватывает Дальний Восток и западные районы Северной Америки.
Произрастает по травяным болотам и перелескам.

## Ботаническое описание
Зелёное растение с дернистым корневищем. Стебли высотой 30—50 см, тонкие, гладкие или несколько шероховатые.
Листья узкие, шириной 1—1,5 (до 2) мм, плоские, более-менее мягкие, слабо-шероховатые, короче стебля в 2—3 раза.
Колоски в числе 3—б, яйцевидные, более-менее сжатые, верхние два—три сближены, нижние отставлены на 1—2 см, нижний часто с тонким прицветным листом длиной до 2—3 см. Чешуи яйцевидные, острые, каштановые или ржавые, посредине более светлые, по краю узко-перепончатые, несколько короче мешочков. Мешочки продолговато-яйцевидные, перепончатые, длиной 2,7—3,5 (до 4) мм, ржаво-жёлтые, спереди с 8—10, сзади с 2—3 тонкими жилками, в основании округлые, на короткой обособленной ножке, постепенно переходят в шероховатый и назад отогнутый, сильно расщеплённый, ржавый носик.
Плодоносит в августе.

## Таксономия
Вид Осока гладкостебельная входит в род Осока (Carex) трибы Cariceae подсемейства Сытевые (Cariceae) семейства Осоковые (Apiaceae) порядка Злакоцветные (Poales).
|  |                                      |  |                                                             |                                                             |                    |  | ещё 17 семейств (согласно Системе APG II) | ещё 17 семейств (согласно Системе APG II)         |                                                   |  |  |  | ещё 13 триб (согласно Системе APG II) | ещё 13 триб (согласно Системе APG II) |  |  |  |  | ещё более 2450 видов | ещё более 2450 видов |
|  |                                      |  |                                                             |                                                             |                    |  | ещё 17 семейств (согласно Системе APG II) | ещё 17 семейств (согласно Системе APG II)         |                                                   |  |  |  | ещё 13 триб (согласно Системе APG II) | ещё 13 триб (согласно Системе APG II) |  |  |  |  | ещё более 2450 видов | ещё более 2450 видов |
|  |                                      |  |                                                             | порядок Злакоцветные                                        |                    |  |                                           |                                                   | подсемейство Сытевые                              |  |  |  |                                       | род Осока                             |  |  |  |  |                      |                      |
|  |                                      |  |                                                             | порядок Злакоцветные                                        |                    |  |                                           |                                                   | подсемейство Сытевые                              |  |  |  |                                       | род Осока                             |  |  |  |  |                      |                      |
|  | отдел Цветковые, или Покрытосеменные |  |                                                             |                                                             | семейство Осоковые |  |                                           |                                                   | триба Cariceae                                    |  |  |  | вид Осока гладкостебельная            |                                       |  |  |  |  |                      |                      |
|  | отдел Цветковые, или Покрытосеменные |  |                                                             |                                                             |                    |  |                                           |                                                   |                                                   |  |  |  |                                       |                                       |  |  |  |  |                      |                      |
|  |                                      |  | ещё 44 порядка цветковых растений (согласно Системе APG II) | ещё 44 порядка цветковых растений (согласно Системе APG II) |                    |  |                                           | подсемейство Мапаниевые (согласно Системе APG II) | подсемейство Мапаниевые (согласно Системе APG II) |  |  |  | ещё около 100 родов                   | ещё около 100 родов                   |  |  |  |  |                      |                      |
|  |                                      |  |                                                             | ещё 44 порядка цветковых растений (согласно Системе APG II) |                    |  |                                           |                                                   | подсемейство Мапаниевые (согласно Системе APG II) |  |  |  |                                       | ещё около 100 родов                   |  |  |  |  |                      |                      |